# Museiman
En museiman är en person som är hemma i saker som rör museer. En museiman är ofta museitjänsteman men behöver inte nödvändigtvis vara det.
Ordet används framför allt om äldre förhållanden, uppskattningsvis fram till första hälften av 1900-talet, särskilt om människor som haft betydelse för framstående museer eller för museivärlden som sådan. Ibland används ordet även i nutid, såsom Nationalencyklopedin om musiechefen Lars Nittve.